# Polysporina
Polysporina is een geslacht van korstmossen dat behoort tot de familie Acarosporaceae. De typesoort is Polysporina simplex.

## Soorten
Volgens Index Fungorum telt het geslacht 13 soorten (peildatum februari 2021):
| Soortnaam                 | Auteur(s)                           | Publicatiejaar |
| ------------------------- | ----------------------------------- | -------------- |
| Polysporina arenacea      | (H. Magn.) K. Knudsen & Kocourk.    | 2008           |
| Polysporina bicolor       | (H. Magn.) K. Knudsen & Kocourk.    |                |
| Polysporina canasiacensis | (Hue) Cl. Roux                      | 2019           |
| Polysporina cyclocarpa    | (Anzi) Vězda                        | 1978           |
| Polysporina ferruginea    | (Lettau) M. Steiner ex Kantvilas    | 1998           |
| Polysporina frigida       | Kantvilas & Seppelt                 | 2006           |
| Polysporina golubkovae    | S.Y. Kondr., Lőkös, J.S. Park & Hur | 2016           |
| Polysporina limborinella  | (Müll. Arg.) Hafellner              | 2018           |
| Polysporina oligospora    | (H. Magn.) K. Knudsen               | 2005           |
| Polysporina pusilla       | (Anzi) Nimis                        | 1993           |
| Polysporina sinensis      | (H. Magn.) N.S. Golubk.             | 1981           |
| Polysporina subfuscescens | (Nyl.) K. Knudsen & Kocourk.        | 2008           |
| Polysporina urceolata     | (Anzi) Brodo                        | 1987           |